# Nazionale maschile di football sala del Brasile
La nazionale maschile di futsal AMF del Brasile è, in senso generale, una qualsiasi delle selezioni nazionali di Calcio a 5 nella versione della Asociación Mundial de Futsal che rappresentano il Brasile nelle varie competizioni ufficiali o amichevoli riservate a squadre nazionali.

## La complicata situazione brasiliana
Il Brasile rappresenta la più grossa anomalia del calcio a 5 internazionale: la sua federazione originaria, infatti, nel 1989 passò sotto l'egida della FIFA, di fatto conservando il proprio palmarès zeppo di trionfi sin dagli anni '70. Dal 1990 venne così creata la Confederação Nacional de Futebol de Salão che riprese l'attività con risultati più magri della CBFS: un terzo posto nel 1991 ed un quarto nel 1994, di nuovo sul podio nell'edizione 1997, poi due esclusioni ai quarti di finale e la mancata presenza al mondiale argentino del 2007

## Risultati

### Mondiale
- 1982 - Campione del Mondo (1-0 al Paraguay)
- 1985 - Campione del Mondo (3-1 alla Spagna)
- 1988 - Secondo posto (2-1 dal Paraguay)
- 1991 - Terzo posto
- 1994 - Quarto posto
- 1997 - Terzo posto
- 2000 - Quarti di finale
- 2003 - Quarti di finale
- 2007 - non presente

### Campeonato Sul-Americano
- 1965: Secondo posto
- 1969: Campione
- 1971: Campione
- 1973: Campione
- 1975: Campione
- 1976: Campione
- 1977: Campione
- 1979: Campione
- 1983: Campione
- 1986: Campione
- 1989: Campione